# Eremochloa ciliaris
Eremochloa ciliaris là một loài thực vật có hoa trong họ Hòa thảo. Loài này được (L.) Merr. mô tả khoa học đầu tiên năm 1906.